# Don Duckwall
Pour les articles homonymes, voir Duckwall.
Don A. Duckwall est un réalisateur et producteur américain ayant principalement travaillé pour les studios Disney.

## Filmographie

### Comme assistant réalisateur
- 1940 : Pluto resquilleur
- 1941 : Pluto majordome
- 1941 : Mickey et Pluto golfeurs
- 1942 : Pluto Junior
- 1942 : La Mascotte de l'armée
- 1942 : Pluto somnambule
- 1942 : Un os pour deux

### Comme responsable de production
- 1967 : Le Livre de la jungle
- 1970 : Les Aristochats
- 1973 : Robin des Bois
- 1977 : Les Aventures de Winnie l'ourson
- 1977 : Les Aventures de Bernard et Bianca
- 1981 : Rox et Rouky